# Антоцеротовидные
Антоцеротови́дные, или Антоцеротофи́ты, или Антоцеро́товые мхи (лат. Anthocerotophyta) — отдел мохообразных растений, для которых характерны пластинчатые талломы. Ранее Антоцеротовидные (Антоцеротовые) рассматривались как класс отдела Моховидные, или Мхи (Bryophyta) — Anthocerotopsida.

## Название
Типовой род отдела, Anthoceros, получил название от греческих слов anthos «цветок» и keros «рог»: название связано с рогообразной формой спорогониев.

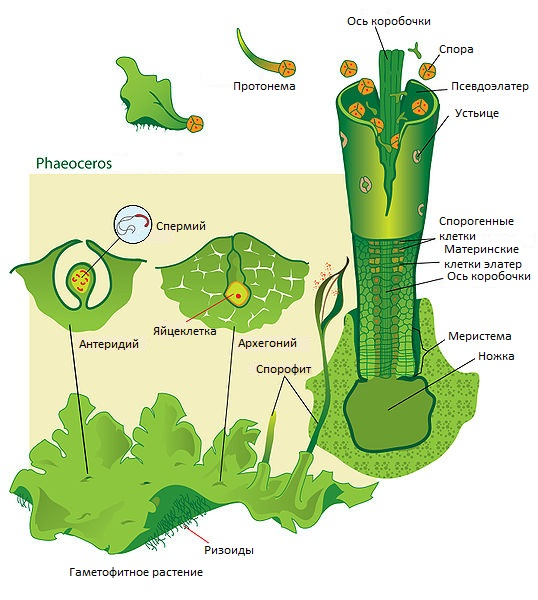
Жизненный цикл антоцеротовидных на примере представителей рода Pheoceros

## Описание
Представители отдела — талломные растения, листостебельные виды отсутствуют. Талломы пластинчатые (лопастные), обычно в форме розеток. По краям талломов возникают клетки образовательной ткани (меристематические клетки), которые формируют лопасти, налегающие друг на друга. Стадия протонемы не выражена.
Клетки, из которых состоит таллом, достаточно однородны, для них характерна тонкостенность; масляные тела в них отсутствуют. Верхние клетки содержат хроматофоры с пиреноидами, которые существенным образом отличаются от хлоропластов других высших растений. Ризоиды одноклеточые.
В условиях недостаточной влажности у некоторых антоцеротовидных на лопастях таллома формируются клубневидные утолщения, которые сверху покрыты мёртвыми опробковевшими клетками; эти образования могут переносить крайне неблагоприятные условия, а затем прорастать в новые растения.
Большинство антоцеротовидных однодомны; приспособление к недопущению самооплодотворения заключается в том, что антеридии (мужские органы полового размножения) созревают раньше архегониев (женских органов).
После оплодотворения развиваются спорофиты (бесполое поколение); как и у других мохообразных, спорофиты антоцеротовых называются спорогониями. Спорогоний антоцеротовидных состоит из гаустории (всасывающего органа) и длинной узкой коробочки, имеющей форму изогнутого рожка. Стенки коробочки покрыты эпидермой, под которой находится фотосинтезирующая ткань.
В коробочке образуется спорангий (орган бесполого размножения) со спорами. Среди спор встречаются стерильные удлинённые клетки — псевдоэластеры. Коробочка вскрывается на своей верхней части двумя створками, через которые высеиваются зрелые споры, в то время как ниже находятся споры незрелые. Между гаусторией и коробочкой находится меристематическая ткань, благодаря которой коробочка своим основанием всё время растёт.

## Среда обитания и распространение
Некоторые представители таксона (Phaeoceros laevis, Anthoceros punctatus и др.) растут на глинистой почве на полях, по сырым канавами; представители рода Нототилас и некоторых других распространены большей частью в тропиках, несколько видов встречается в регионах с умеренным климатом.

## Классификация

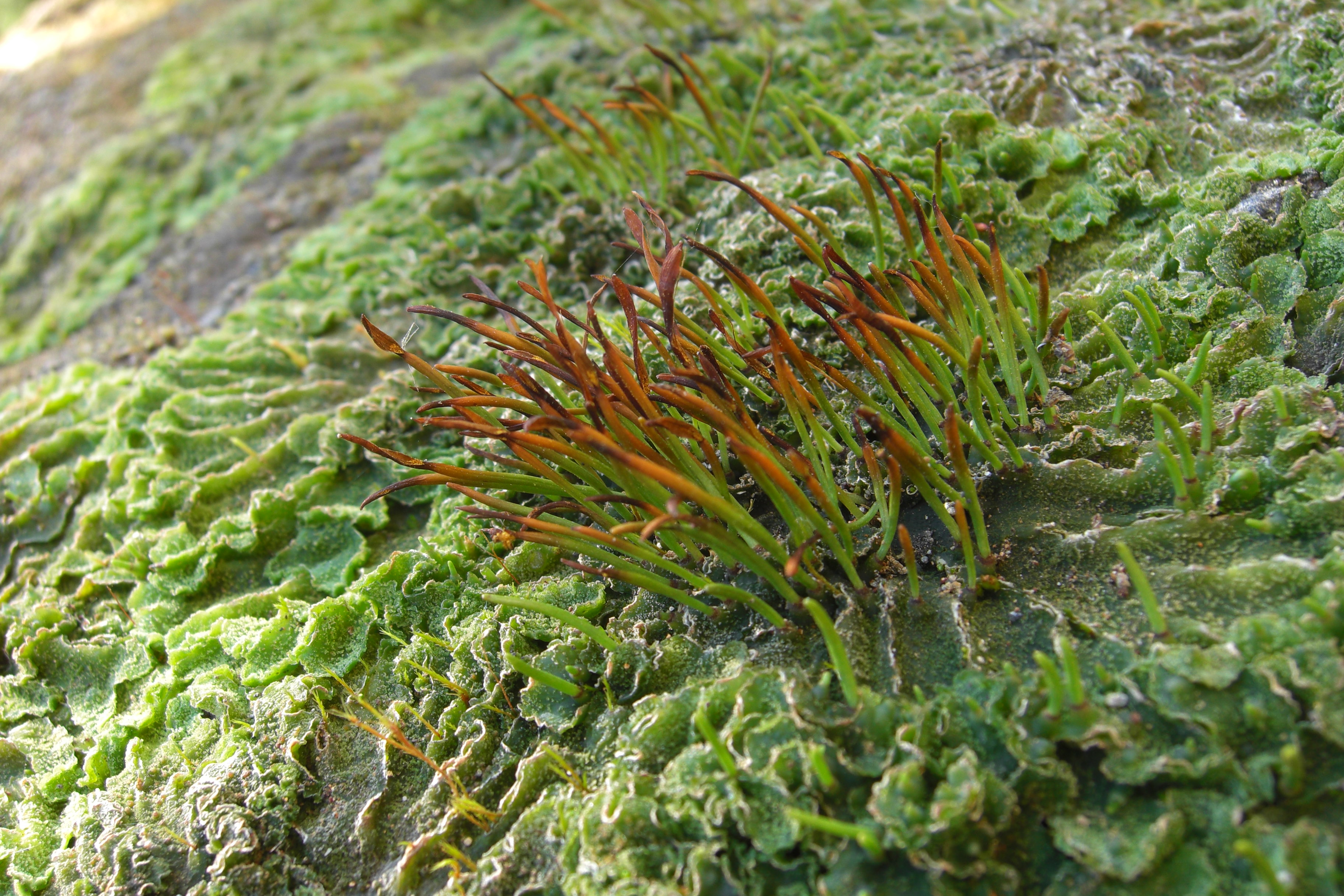
Anthoceros sp.

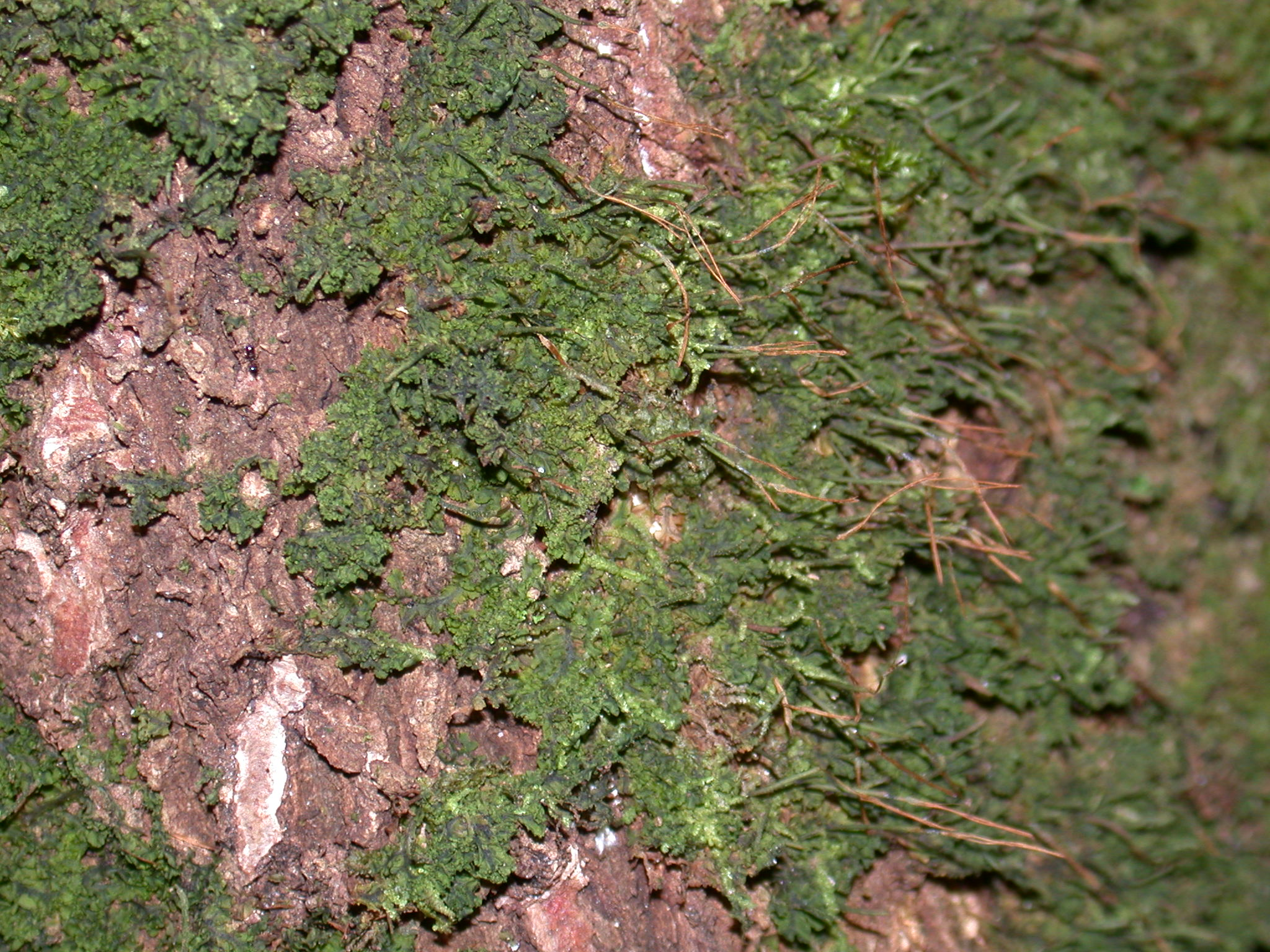
Dendroceros sp.

В отделе Антоцеротовидные — один класс:
- Anthocerotopsida — Антоцеротовые, или Антоцеротопсиды.

Этот класс состоит из одного порядка:
- Anthocerotales — Антоцеротовые.

Число семейств — пять, число родов — четырнадцать. Число видов, по разным данным, — от ста до более трёхсот.
Наиболее широко распространён типовой род отдела — Антоцерос (Anthoceros), который объединяет более половины от общего количества видов в отделе. Ареал рода охватывает как регионы с умеренным климатом обоих полушарий, так и тропические области. Два вида антоцероса встречаются в России.

### Семейства и роды
Leiosporocerotaceae — Лейоспороцеросовые
- Leiosporoceros — Лейоспороцерос

Anthocerotaceae — Антоцеротовые
- Anthoceros typus — Антоцерос
- Folioceros — Фолиоцерос
- Sphaerosporoceros — Сфероспороцерос

Notothyladaceae — Нототиласовые
- Notothylas — Нототилас
- Phaeoceros — Феоцерос
- Paraphymatoceros — Парафиматоцерос
- Hattorioceros — Хатториоцерос
- Mesoceros — Мезоцерос

Phymatocerotaceae — Фиматоцеросовые
- Phymatoceros — Фиматоцерос

Dendrocerotaceae — Дендроцеросовые
- Dendroceros — Дендроцерос
- Megaceros — Мегацерос
- Nothoceros — Нотоцерос
- Phaeomegaceros — Феомегацерос